# Макферсон, Эль
Э́леанор Нэ́нси (Эль) Макфе́рсон (англ. Eleanor Nancy Macpherson [ˈɛl məkˈfɝːsən]; родилась 29 марта 1964, Кронулла, Новый Южный Уэльс, Австралия) — австралийская топ-модель, актриса
 и дизайнер. Рекордные шесть раз появлялась на обложке Sports Illustrated Swimsuit. Создала линию женского белья под собственным именем — «Elle Macpherson Intimates».
Макферсон владелa сетью ресторанов Fashion Cafe вместе с Наоми Кэмпбелл, Кристи Тарлингтон и Клаудией Шиффер. Основанная в Нью-Йорке в 1995 году итальянским антрепренёром Тамассо Бути, мужем топ-модели Даниэлы Пестовой, сеть Fashion Cafe обанкротилась и была закрыта в 1998 году.

## Личная жизнь

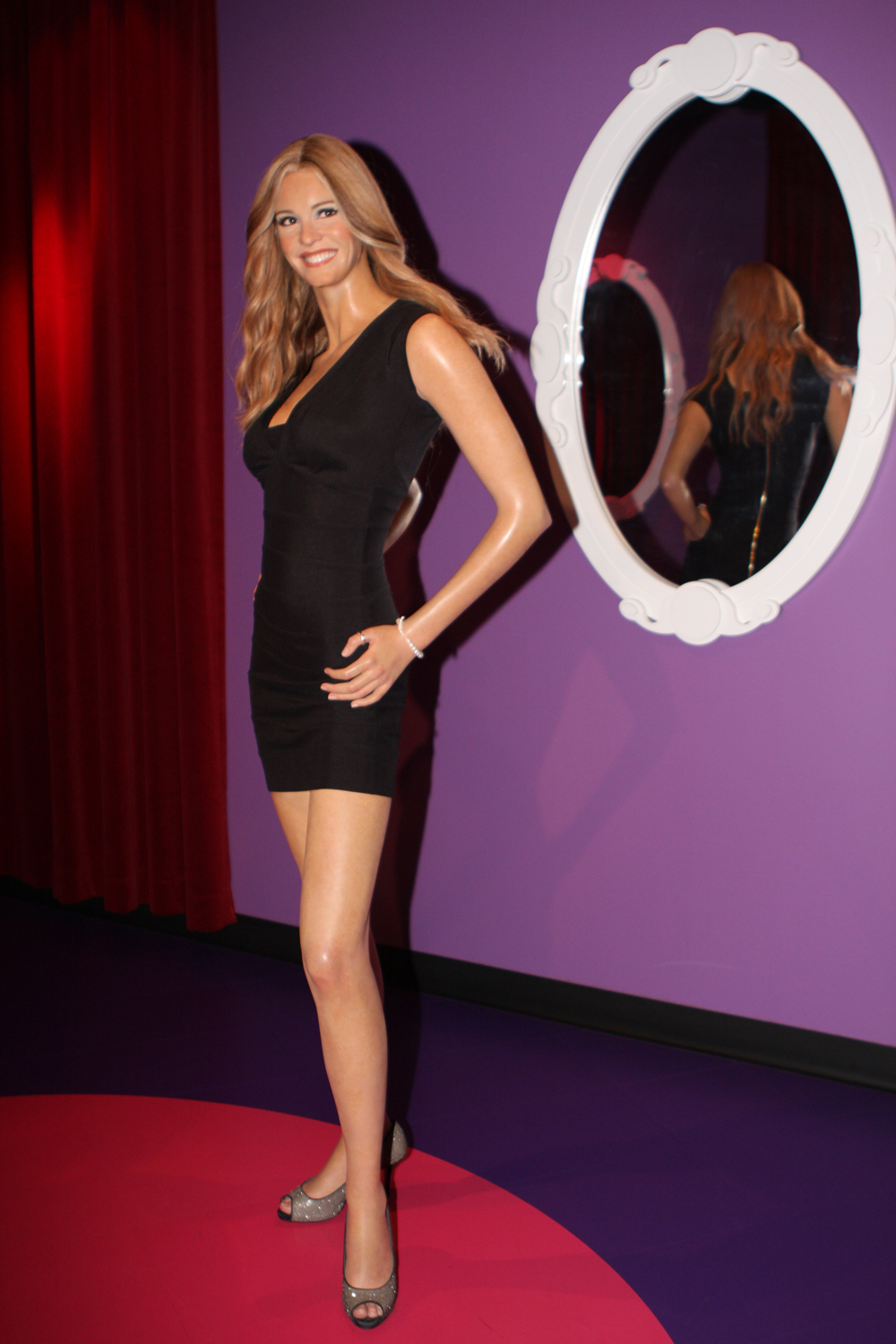

С 1986 по 1989 год Макферсон была замужем за фотографом Жилем Бенсимоном.
С 1996 по 2005 год Макферсон состояла в отношениях с финансистом Арпадом Бюссоном. У бывшей пары есть два сына — Арпад Флинн Александр Бюссон (род. 14 февраля 1998) и Аурелиус Сай Андреа Бюссон (род. 4 февраля 2003). 
С 2013 по 2017 год Макферсон была замужем за наследником гостиничного бизнеса и миллиардером Джеффри Соффером.

### Болезнь
В 2013 году, вскоре после 49-летия, у Макферсон была диагностирована фиброаденома. В 2017 году у неё был диагностирован рак молочной железы. Она прошла курс лечения, включая лампэктомию, и, по состоянию на сентябрь 2024 года, здорова.

## Фильмография
| Год       |    | Русское название         | Оригинальное название      | Роль                      |
| --------- | -- | ------------------------ | -------------------------- | ------------------------- |
| 1990      | ф  | Элис                     | Alice                      | модель                    |
| 1994      | ф  | Сирены                   | Sirens                     | Шила                      |
| 1996      | ф  | Джейн Эйр                | Jane Eyre                  | Бланш Ингрэм              |
| 1996      | ф  | Если Люси упадёт         | If Lucy Fell               | Джейн Линдкист            |
| 1996      | ф  | У зеркала два лица       | The mirror has two faces   | Кэндис                    |
| 1997      | ф  | Бэтмен и Робин           | Batman & Robin             | Джули Мэдисон             |
| 1997      | ф  | На грани                 | The Edge                   | Микки Морс                |
| 1998      | ф  | С друзьями как эти...    | With Friends Like These... | Саманта Мастендри         |
| 1999—2000 | с  | Друзья                   | Friends                    | Жанин Лекруа (5 эпизодов) |
| 2001      | тф | Девочки в большом городе | A Girl Thing               | Лорин Трэвис              |
| 2001      | ф  | Южный Кенсингтон         | South Kensington           | Камилла                   |
| 2009      | ф  | Красивая жизнь           | The Beautiful Life: TBL    | Клаудиа Фостер            |
| 2013      | ф  | Голливудские вампиры     | Vampires of Hollywood      | Магдалена                 |